# HEARTS VOICES
『HEARTS VOICES』（ハーツ・ヴォイシズ）は2012年6月20日発売された石井竜也15枚目のスタジオ・アルバム。

## 解説
ソロ名義のミニ・アルバムは、『DANCE NYLON』以来6年振り。石井曰く「このミニ・アルバムに収められている曲は、どれも復興のために作った曲と言ってもいいかもしれない」。
当初、アルバム・タイトルを『無題』にしようとも思ったが「『無』という言葉を使う時ではない」と思い現行のタイトルになった。
初回盤はファンクラブ限定ライブ『HEARTS VOICE ROMANCE』収録DVD付。
初回盤と通常盤でジャケットデザインが異なる。

## 収録曲
作詞・作曲：石井竜也　編曲：中崎英也（特記以外）
1. オリハルコン
（作詞：谷村新司）
谷村新司との共作[4]。谷村と意気投合してすぐにできた曲。
谷村もアルバム『NINE』に本楽曲を収録。
2. 世界の絆〜命にありがとう〜
（作詞：北茨城市立大津小学校[5]6年1組33人）
NHK総合『課外授業 ようこそ先輩』の企画で子供たちと作った曲。
子供たちも歌で参加。この曲のタイトルも子供たちの意見により決まった[6]。
3. 恋はさざなみ
4. 海の見える部屋
初回盤のみ収録。
5. 風の子守歌 〜あしたの君へ〜
（作詞：谷村新司）
谷村新司との共作。先行で発表した同曲の石井ソロヴァージョン。
6. 貴方を感じて
震災でフィアンセを亡くした女性からの手紙がきっかけで作った曲。
7. 蒼い惑星
8. つよくいきよう
（作詞・作曲：日本[7]　編曲：TATOO・光田健一）
石井は、この曲を「歌うことで自分が自分に語りかけられるような曲」と語っている。この曲はコンサートツアー[8]に参加した観客、石井の故郷・北茨城の学校の人々、ファンクラブイベントに参加したファン総勢1万3000人以上が参加[9]。
9. ヒハマタノボル
（作曲：林部直樹・石井竜也）
日本テレビ系『ぶらり途中下車の旅』エンディングテーマ。
ミュージック・ビデオも制作、石井がこの曲をスタジオで歌う内容。
『石弐 〜Best of Best〜』にも収録。
フジテレビ『カエルの王女さま』第7話で使われた[10]。

### 初回限定盤DVD
1. OPENING 〜LEGEND〜
2. HORIZON
3. 印象派夕景
4. MEMORY
5. 裏切り
6. OCEAN ROAD
7. ひきしお
8. 夕焼け飛行船
9. WONDERLAND
10. RAIN BEACH
11. いつもなら
12. 潮騒
13. 紺碧の街
14. CROSS OVER THE RAINBOW
15. 夢の恋は
16. 未知への道
17. OCEANUS 〜海の守り神〜
18. AWAY WE GO
19. つれて行くよ
20. OCEAN DRIVE feat.K
Kのパートは光田健一が歌っている。
21. DOLPHINS' WORLD
22. 安心の岸辺
23. 恋人も濡れる街角
24. LEGEND 〜海原の秘密〜